# یادگار جنوب
یادگار جنوب فیلم ایرانی به کارگردانی و نویسندگی حسین دوماری و پدرام پورامیری و تهیه‌کنندگی مجتبی رشوند محصول سال ۱۴۰۱ است. این فیلم در چهل و یکمین دوره جشنواره بین‌المللی فیلم فجر حضور داشت.

## داستان
داستان فیلم دربارهٔ عشق یک دختر و پسر و ازدواج آن‌ها در حالی که دختر در کما است و ازدواج آن‌ها باعث می‌شود شرایط پیچیده‌ای رخ دهد.

## بازیگران
- الناز شاکردوست در نقش رعنا
- وحید رهبانی در نقش وحید
- پژمان جمشیدی در نقش صالح
- مسعود کرامتی در نقش عمو حیدر
- سحر دولتشاهی در نقش حرا
- صابر ابر در نقش صاحب کار رعنا[۳]
- ساناز سعیدی

## جوایز و نامزدی‌ها
| سال  | مراسم                        | رده                                | نامزد                                       | نتیجه        | منبع        |
| ---- | ---------------------------- | ---------------------------------- | ------------------------------------------- | ------------ | ----------- |
| ۱۴۰۱ | چهل و یکمین جشنواره فیلم فجر | بهترین طراحی لباس                  | سارا سمیعی                                  | برنده        | [ ۴ ] [ ۵ ] |
| ۱۴۰۱ | چهل و یکمین جشنواره فیلم فجر | بهترین چهره‌پردازی                  | مونا جعفری                                  | نامزدشده     | [ ۴ ] [ ۵ ] |
| ۱۴۰۱ | چهل و یکمین جشنواره فیلم فجر | بهترین تدوین                       | پویان شعله‌ور                                | نامزدشده     | [ ۴ ] [ ۵ ] |
| ۱۴۰۱ | چهل و یکمین جشنواره فیلم فجر | بهترین فیلمبرداری                  | میلاد پرتو                                  | نامزدشده     | [ ۴ ] [ ۵ ] |
| ۱۴۰۱ | چهل و یکمین جشنواره فیلم فجر | بهترین صداگذاری و بهترین صدابرداری | علیرضا علویان صداگذار و امیر نوبخت صدابردار | برنده        | [ ۴ ] [ ۵ ] |
| ۱۴۰۱ | چهل و یکمین جشنواره فیلم فجر | بهترین فیلمنامه                    | حسین دوماری پدرام پورامیری                  | نامزدشده     | [ ۴ ] [ ۵ ] |
| ۱۴۰۱ | چهل و یکمین جشنواره فیلم فجر | بهترین نقش زن                      | سحر دولتشاهی                                |              | [ ۴ ] [ ۵ ] |
| ۱۴۰۱ | چهل و یکمین جشنواره فیلم فجر | بهترین نقش اول مرد                 | وحید رهبانی                                 | نامزدشده     | [ ۴ ] [ ۵ ] |
| ۱۴۰۱ | چهل و یکمین جشنواره فیلم فجر | بهترین نقش مکمل مرد                | پژمان جمشیدی                                | دیپلم افتخار | [ ۴ ] [ ۵ ] |
| ۱۴۰۱ | چهل و یکمین جشنواره فیلم فجر | بهترین فیلم                        | مجتبی رشوند                                 | نامزدشده     | [ ۴ ] [ ۵ ] |